# Philippe de Milly
Philippe de Milly, appelé aussi Philippe de Naplouse, est successivement seigneur de Naplouse de 1126 à 1161, seigneur d'Outre-Jourdain de 1161 à 1167, templier, et enfin le septième maître de l'Ordre du Temple de janvier 1169 au 3 avril 1171.

## Biographie
Philippe de Milly, issu d'une famille originaire de Picardie, est né cependant au début du XIIe siècle à Naplouse dans le royaume de Jérusalem, fils de Guy de Milly et d'Étiennette de Naplouse,.
Il succède à son père à la tête de la seigneurie de Naplouse en 1126. En 1144, Édesse est assiégé par Zengi et le comte Josselin II demande du secours à la reine Mélisende de Jérusalem. Celle ci rassemble un corps d'armée, qu'elle confie à trois barons, Manassès de Hierges, Philippe de Naplouse et Elinard de Tibérias. Malheureusement, ces renforts arrivèrent trop tard et ne purent empêcher la prise de la ville.
En juin 1148, avec l'arrivée de la deuxième croisade, il assiste avec toute la noblesse d'Outremer aux Assises d'Acre, l'assemblée qui devait décider des objectifs de la Croisade et qui se porta sur Damas,.
En 1152, le roi Baudouin III devient majeur, mais sa mère Mélisende, régente, n'entend pas céder le pouvoir et un conflit éclate. Si la majorité des barons sont favorables à Baudouin, quelques seigneurs, dont le prince Amaury, Manassès de Hierges et Philippe de Naplouse restent fidèles à Mélisende. Baudouin réagit en prenant Mirabel, où s'était réfugié Manassès, puis Naplouse avant d'assiéger la Tour de David à Jérusalem, où la reine et ses derniers fidèles s'étaient retranchés et qui durent faire leur soumission. Mélisende se retira à Naplouse,.
En 1153, il participe au siège d'Ascalon, qui se solde par la prise de la ville et son rattachement au royaume de Jérusalem. En 1157, il participe à l'expédition chargée de secourir Onfroy II de Toron assiégé dans Panéas et qui tint en échec Nur ad-Din.
Le 3 juillet 1161, il échange avec le roi Baudouin III de Jérusalem sa seigneurie de Naplouse contre celle de Montréal. Comme ses prédécesseurs, il renforce les fortifications du kerak de Moab.
Baudouin III meurt en 1162 et son frère Amaury Ier lui succède. En 1163, il commence à intervenir en Égypte, profitant de l'affaiblissement du Califat Fatimide et des luttes internes de pouvoir. Philippe de Milly y participe en 1167 et en 1168, notamment au siège de Bilbéis (4 novembre 1168) où il manque d'être tué.
Devenu veuf, il renonce à ses fiefs et entre dans l'Ordre du Temple en 1167. Il est élu maître au début de 1169 et succède à Bertrand de Blanquefort. Son seul fait d'armes semble être la défense de Gaza devant les troupes de Saladin. Il démissionne de sa dignité avant la Pâque de 1171 alors qu'il est à Constantinople avec le roi Amaury Ier de Jérusalem. La fin de sa vie est inconnue mais il est probable qu'il entre dans un monastère cistercien ainsi qu'il est d'usage pour un templier quittant le service actif. Eudes de Saint-Amand lui succède.

## Mariage et enfants
Il épouse une Isabelle. Selon Etienne de Lusignan, elle serait fille et héritère de Maurice, seigneur d'Outre-Jourdain, mais cette affirmation tardive (1896) semble improbable, Philippe ayant reçu ce fief par échange de fief et non par héritage. Isabelle a donné naissance à trois enfants :
- Rénier de Milly, seigneur de Montréal, mais qui semble être mort avant son père ;
- Hélène de Milly, mariée à Gautier III Brisebarre, seigneur de Beyrouth ;
- Étiennette de Milly, dame d'Outre-Jourdain.